# NN-1
La carretera NN‑1 es una vía departamental secundaria ubicada en el departamento de Chinandega. Con una longitud de 18,5 km, conecta el puerto costero de Puerto Morazán con la ciudad de Chinandega, enlazando con la NIC-24B y la carretera departamental NN‑2, lo que facilita el tránsito y el comercio regional.

## Trazado y cruces
A continuación se presenta la tabla con los principales puntos del trazado:
| km   | Localidad      | Departamento | Conexión / Ruta   |
| ---- | -------------- | ------------ | ----------------- |
| 0,0  | Puerto Morazán | Chinandega   | Inicio de la ruta |
| 9,2  | Paso Caballos  | Chinandega   | NN 2              |
| 18,5 | Chinandega     | Chinandega   | NIC 24B           |

## Coordenadas
Uno de los tramos de la NN‑1 puede localizarse en las coordenadas: 12°37′12″N 87°09′18″O / 12.6200, -87.1550